# Franz Xaver Murschhauser
Franz Xaver Murschhauser, född 1 juli 1663 i Zabern i Elsass, död 6 januari 1738 i München, var en tysk sångare, organist och kompositör.
Murschhauser studerade musik med Siegmund Auer och från 1683 till 1693 med Johann Caspar Kerll. Murchhauser fick titeln musikdirektör över Frauenkirche i München 1691, en tjänst han kvarstod på fram till sin död.

## Orgelverk
- Octi-tonium novum organicum, octo tonis ecclesiasticis, ad Psalmos, & magnificat (Augsburg, 1696)
  - Primi toni
    - Preludium
    - Fuga 1
    - Fuga 2
    - Fuga 3
    - Fuga 4
    - Fuga 5
    - Final

  - Secundi toni
    - Preludium
    - Fuga 1
    - Fuga 2
    - Fuga 3
    - Fuga 4
    - Fuga 5
    - Final

  - Tertij toni
    - Preludium
    - Fuga 1
    - Fuga 2
    - Fuga 3
    - Fuga 4
    - Fuga 5
    - Final

  - Quarti toni
    - Preludium
    - Fuga 1
    - Fuga 2
    - Fuga 3
    - Fuga 4
    - Fuga 5
    - Final

  - Quinti toni regularis
    - Preludium
    - Fuga 1
    - Fuga 2
    - Fuga 3
    - Fuga 4
    - Fuga 5
    - Final

  - Quinti toni irregularis
    - Preludium
    - Fuga 1
    - Fuga 2
    - Fuga 3
    - Fuga 4
    - Fuga 5
    - Final

  - Sexti toni
    - Preludium
    - Fuga 1
    - Fuga 2
    - Fuga 3
    - Fuga 4
    - Fuga 5
    - Final

  - Septi toni
    - Preludium
    - Fuga 1
    - Fuga 2
    - Fuga 3
    - Fuga 4
    - Fuga 5
    - Final

  - Octavi toni
    - Preludium
    - Fuga 1
    - Fuga 2
    - Fuga 3
    - Fuga 4
    - Fuga 5
    - Final

  - 6 variationer super cant. på "lasst uns das kindlein wiegen"
  - Aria pastoralis variata (13 variationer)
  - 4 variationer super cant. på ?
  - Aria pastoralis variata (7 variationer)
  - Allemand
  - Courrente
  - Saraband
- Menuett
- Partita
- Guigue
- Prototypon longo-breve organicum (del I, Nuremberg, 1703).
- Prototypon longo-breve organicum (del II, Nuremberg, 1707).